# Gneu Letori
Gneu Letori (llatí: Gnaeus Laetorius) va ser un magistrat romà dels segles III i II aC.
La seva actuació més destacada va ser quan va actuar com a legat del pretor Luci Furi Purpuri en una batalla contra els gals lliurada l'any 200 aC. Ho menciona Titus Livi.